# 邵氏兄弟

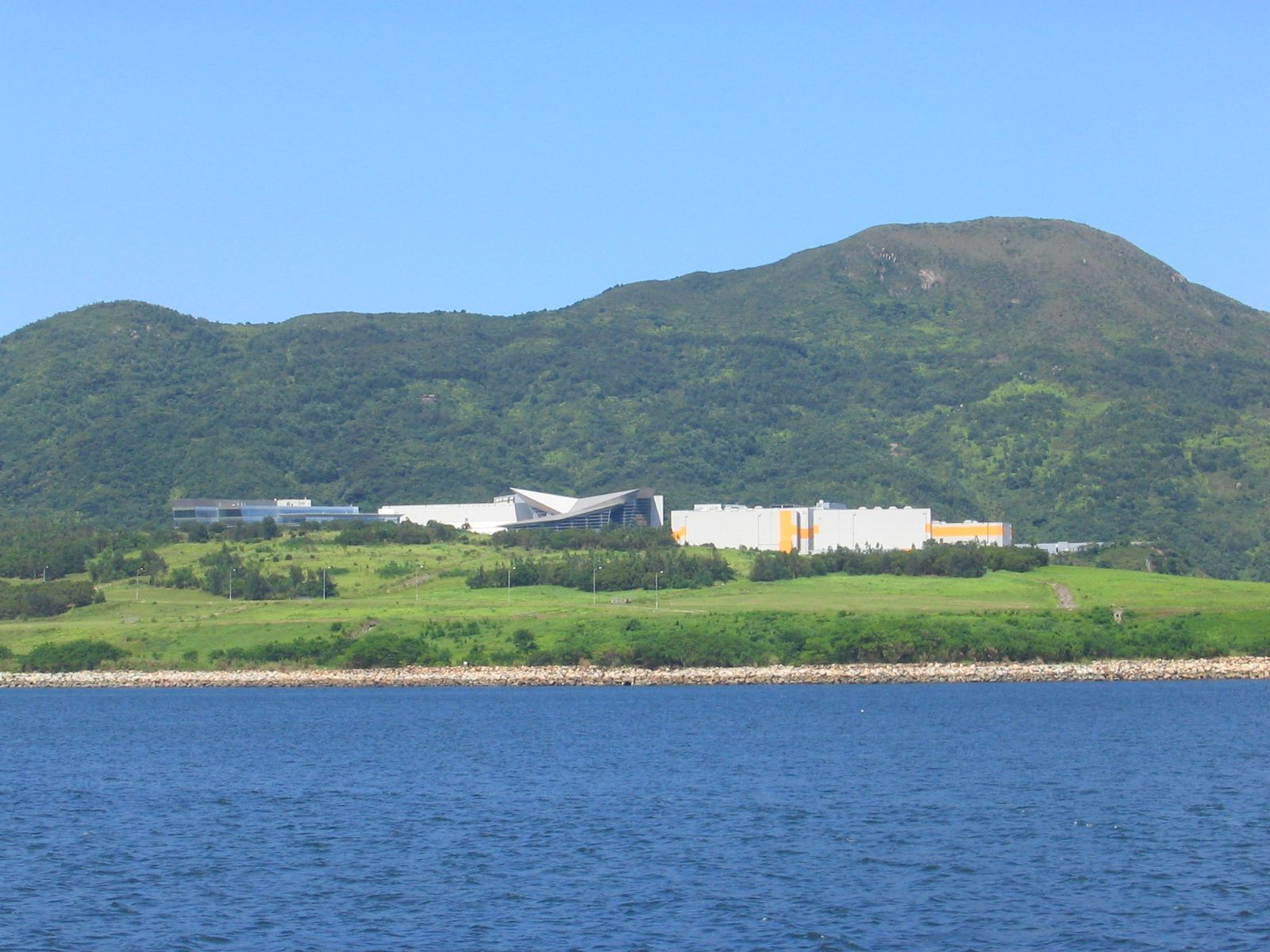
邵氏影城，將軍澳

邵氏兄弟（香港）有限公司標誌，與新加坡邵氏共用

邵氏兄弟國際影業有限公司（英語：Shaw Brothers Pictures International Limited），1958年名為邵氏兄弟（香港）有限公司（香港联合交易所前股票編號：80；2009年因私有化而除牌），2011年名為邵氏制作有限公司及邵氏影城有限公司，2015年名為邵氏兄弟電影有限公司，2016年名為邵氏兄弟國際影業有限公司，通稱：邵氏。是一家於1958年在香港成立的電影製作公司，同年在新界清水灣籌建邵氏片場，其公司亦是無綫電視旗下其中一間公司。
1925年，邵仁枚在新加坡成立邵氏機構，後來邵逸夫加入參與經營多間戲院及電影發行。同年，邵氏三兄弟長子邵醉翁、次子邵邨人、三子邵仁枚在上海創辦天一影片公司，建立了電影發行基地。1930年，邵逸夫與邵仁枚在新加坡成立邵氏兄弟公司，經營多間戲院及電影發行。1932年，上海局勢不穩，天一影片公司於1934年在香港設立分廠（1937年改名為南洋影片公司）。1958年，邵逸夫於香港成立邵氏兄弟（香港）有限公司。
1980年，電視廣播有限公司（無綫電視）首任董事局主席利孝和與首任總經理余經緯先後逝世。邵逸夫接手無綫後，他一方面減產電影，另一方面將清水灣影城土地租給無綫作錄影廠。
2011年1月26日，無綫宣布股權變動，商人陳國強、商人王雪紅及普羅維登斯私募企業組成的Young Lion財團購入邵逸夫家族所持之股權（1.14億張每股面值0.05港元的「股份」，約佔集團已發行股本中的26%權益），交易於2011年3月完成。陳國強直接及間接持有不多於三成股權，現任管理層維持不變。同日，邵氏兄弟重組為Clear Water Bay Land Company Limited，2014年復星國際以15億港元收購其土地。邵氏家族至今仍維持在新加坡的事業，但已跟香港業務無關。

## 歷史
邵氏兄弟前身是1925年於新加坡成立的邵氏公司，专注于制作马来电影，而他们之中最著名的马来演员是比·南利。1958年，邵逸夫與邵仁枚成立邵氏兄弟（香港）有限公司，在香港製作電影，邵逸夫任總裁。1961年12月6日，位於新界清水灣半島的邵氏片場正式啟用。
1960年代中，邵氏兄弟踏足當時發展迅速的香港電視行業。1970年代初，邵氏與無綫電視（TVB）合作電影及電視藝員訓練班。
1980年，邵逸夫成為無綫電視最大股東，出任無綫電視董事局主席 (於2012年1月1日卸任)。80年代中期前，邵氏的電影業務不斷收縮，減少製作及出品。1985年，邵氏更賣出全部院線予潘迪生旗下新成立的德寶電影公司；1987年5月，「邵氏兄弟」宣佈停止生產電影，不再直接出品影片，但仍於1988年5月和「無綫電視」合資成立「大都會電影製作有限公司」並維持極少量的電影製作，至1997年停產的九年間出品影片數量約為30部。由邵氏投產至暫停製作期間計算，邵氏製片逾千部。
1998年8月12日，資訊科技及廣播局和地政總署宣布，將軍澳市中心地段第67號電影製片廠土地（即後來邵氏影城所在地）由邵氏兄弟（香港）有限公司為首的香港影城有限公司以港幣7,800萬投得。邵氏影城於2006年7月開始局部運作，其餘的作內部裝修；至2008年9月全面投入運作。位于將軍澳工業邨的邵氏影城面積佔地為523,000平方呎，總樓面面積為1,100,000平方呎，由行政大樓、電影院、後期製作中心、展覽廳及5間錄影廠所組成。
2000年，本身已擁有嘉禾、金公主／新藝城及德寶電影版權的衛星電視有限公司（即現在的星空傳媒）曾多次出價洽購邵氏電影版權，但被邵氏拒絕；邵氏兄弟最終在其後宣佈將760部電影的永久版權以4億港元售予天映娛樂，由天映娛樂花費2億港元作數碼復修。
2009年，于香港联合交易所股票編號為80 的「邵氏兄弟(香港)有限公司」進行股份私有化，並同年完成後除牌。
2011年1月26日，以陳國強為首的團隊，透過離岸公司Young Lion Acquisition，2011年一月以約八十六億港元買入邵氏兄弟，入主電視王國。交易包括買入：邵氏兄弟持有26%的TVB股份，以及一大幅舊清水灣電視城、三幢邵氏宿舍和邵氏大樓，整塊地皮面積有四十多萬平方呎。
無綫賣盤後，方逸華短短數月間密密開了八間新公司（見圖）。八間新公司的董事清一色由方逸華兩個妹妹蔡梅芝（Meaga Choy）、及李潔儀（Li Kit Yee）擔任。另一核心董事Jeremiah Rajakulendran於邵氏兄弟上市年代，便效力方逸華，曾擔任公司秘書、財務總監。
至於陳國強一方接手無綫運作前，已逐步準備重建清水灣電視城。將持有舊電視城的邵氏兄弟（香港），改名為 Clear Water Bay Land Company Limited（公司沒有中文名）。2014年5月，內地財團復星國際以15億元收購該公司。
改名同一日，他們將無綫股份注入新公司「邵氏兄弟有限公司」，董事為：陳國強、邵逸夫姪孫邵在純、王雪紅丈夫陳文琦、Providence副總裁陳弦、香港宗教人士許榮光等。換言之，原先同屬邵氏兄弟（香港）的地產及無綫股份，已分開給兩間公司持有。
2011年暑假起，邵氏推出的电影先後冠以不同公司的名义出品，例如「邵氏製作有限公司」（Shaw Productions Limited）、「邵氏影城有限公司」（Shaw Movie City Hong Kong Limited）、無綫与邵氏影城的合资公司「Concept Legend Limited」，無綫全資附屬公司「邵氏兄弟電影有限公司 」（Shaw Brothers Pictures Limited），以及「邵氏兄弟國際影業有限公司」（Shaw Brothers Picture International Limited）。
2017年開始，除制作電影外，亦制作網絡劇及電視劇及簽入多名演員。

## 產品特點
1957年，中國大陸黃梅戲電影《天仙配》在港公映引起轟動，香港觀眾對黃梅調音樂如癡如醉。這一現象更是引起了對市場高度敏感的香港影人的重視，邵逸夫於是重用導演李翰祥拍攝了多部古裝題材的黃梅調電影，如《江山美人》（1959）、《梁山伯與祝英台》（1963）等。
邵氏兄弟遵循商業製片路線，在邵逸夫整套具有中國特色的經營理念中，原天一公司的“觀眾至上論”是其中心內容。他瞭解觀眾的心理、觀賞習慣和興趣，審閱編導提供的故事劇本，并重视票房，所以選材较注重觀眾的喜愛和情趣，選擇較通俗和娛樂的題材。票房紀錄也是邵氏兄弟起用導演與明星的因素之一。
自1987年暫時停產後，邵氏在2009年聯同電視廣播有限公司投資拍片，以此做試金石，用邵氏名義再製作電影，包括：Laughing Gor之變節、翡翠明珠、抱抱俏佳人、我愛HK系列、賭城風雲系列、衝上雲霄、使徒行者等等。
2017年開始拍攝劇集之際，遇上熱門藝人自立門戶和摒棄被大公司綑綁多年演藝生涯的風潮。邵氏於是將電影業慣常的部頭合約模式套入網絡劇及電視劇當中，使演員除卻參與和推廣單一作品的時期以外，基本上沒有任何與其他競爭對手合作的限制，比起通常會禁絕登上其他電視媒體的無綫電視部頭合約更為寬鬆。故然，藝人本身若有意透過邵氏染指無綫電視工作，亦可跟管理層洽商較嚴謹的參與條件；包括準確知會所有在其他電視媒體工作的狀況，與及在節目推出時自律遵守不在外亮相的潛規則。而邵氏劇集在無綫電視管理上實質為外購劇，因此是無法競逐年度萬千星輝頒獎典禮獎項。此制度後來亦應用在myTV Super原創劇集和綜藝節目的安排上。
2017年3月，王祖藍聯同邵氏兄弟成立手工藝創作。。
2018年1月，與無綫電視及「星王朝」負責人王晶公布「三劍合璧」計劃，日後無綫、邵氏及星王朝將聯手於電視及電影投資方面連成一線。

## 主要人物
| 黎瑞剛 （主席及非執行董事）             | 樂易玲 （執行董事及總經理／監製）             | 羅榮焜 （營運總監）               | 王 晶 （星王朝影視製作有限公司行政總裁／監製） |
| 曾志偉 （演藝人娛樂製作有限公司創辦人） | 鄭丹瑞 （鄭丹瑞工作室有限公司首席演技執行官） | 王祖藍 （手工藝創作有限公司董事） | 劉偉強 （監製／導演）                          |
| 葉念琛                                  |                                               |                                   |                                                |

## 旗下藝人
- 粗字為「邵氏兄弟」旗下之焦點藝人。[14]

| 男藝人       | 男藝人 | 男藝人                          | 男藝人 |
| ------------ | ------ | ------------------------------- | ------ |
| 黃宗澤       | 陳山聰 | 胡鴻鈞 （索尼音樂中國唱片合約） | 吳業坤 |
| 王敏德       | 關楚耀 | 吳岱融                          | 鄭子誠 |
| 白 彪        | 胡諾言 | 古天祥                          | 許俊豪 |
| 李爾晨       | 阮浩棕 | 黎澤恩                          | 黎學勤 |
| 張智揚       | 楊凱博 | 蔡誌恩                          | 阮頌陽 |
| 謝高晉       | 崔可迪 | 白貫羽                          | 李文揚 |
| 女藝人       |        |                                 |        |
| 胡定欣       | 蔡 潔  | 陳 瀅                           | 林夏薇 |
| 康 華        | 羅 霖  | 區明妙                          | 何慈茵 |
| 鍾淑慧       | 關嘉敏 | 鄧伊程                          | 劉嘉琪 |
| 陳雅雯       | 李書煜 |                                 |        |
| 已退出男藝人 |        |                                 |        |
| 馬德鐘       | 王浩信 | 張兆輝                          | 郭晉安 |
| 王祖藍       | 袁偉豪 | 鄭則仕                          | 陳智燊 |
| 劉 維        | 郭政鴻 | 阮兆祥                          | 金 剛  |
| 方力申       | 林韋辰 | 高鈞賢                          | 沈震軒 |
| 張彥博       | 林 利  | 河國榮                          | 詹秉熙 |
| 鄭敬基       | 陳浚霆 | 歐喬鋒                          | 杜燕歌 |
| 潘志文       | 易宇航 | 王志康                          | 梁皓楷 |
| 煒 烈        | 張致恆 | 周志文                          | 唐劍康 |
| 甄子康       | 莫凱崴 | 王哲夫                          | 馬在驤 |
| 鄭啟泰       | 胡渭康 | 張子                            | 伍庭熾 |
| 李偉霆       | 徐肇平 | 黃俊豪                          | 吳瑞庭 |
| 羅孝勇       | 林子超 | 梁競徽                          | 吳啟華 |
| 吳卓衡       | 陳永昌 | 葉泓聲                          |        |
| 已退出女藝人 |        |                                 |        |
| 李施嬅       | 劉心悠 | 關菊英                          | 伍詠薇 |
| 岑麗香       | 黃淑儀 | 宋熙年                          | 羅 蘭  |
| 張文慈       | 李亞男 | 杜麗莎                          | 翁 虹  |
| 樊亦敏       | 蘇皓兒 | 劉美娟                          | 劉亦淳 |
| 文雪兒       | 楊柳青 | 楊玉梅                          | 劉芷希 |
| 楊詩敏       | 趙碩之 | 符曦月                          | 鄺靜汶 |
| 江貴璧       | 朱紫嬈 | 雷深如                          | 李靄璣 |
| 楊筑晶       | 佘繕妡 | 蔣 怡                           | 馬詩慧 |

## 電影
- 2009年前的邵氏電影，請參見邵氏電影列表。

### 2000年代
| 年份 | 中文片名           | 演員                           | 香港票房 （港元） | 備註                                                    |
| 2009 | Laughing Gor之變節 | 謝天華、黃秋生、吳鎮宇、陳法拉 | 15,662,535        | 2009年最賣座香港電影第四名 邵氏兄弟（香港）有限公司出品 |

### 2010年代
| 年份 | 中文片名             | 演員                                                                         | 香港票房 （港元） | 備註                                                                        |
| 2010 | 72家租客             | 曾志偉、張學友、袁詠儀、黃宗澤、鄧麗欣、王祖藍、鍾嘉欣                       | 34,447,831        | 2010年最賣座香港電影第二名 邵氏兄弟（香港）有限公司出品                     |
| 2010 | 翡翠明珠             | 蔡卓妍、林峯、王祖藍、容祖兒                                                 | -                 | 邵氏兄弟（香港）有限公司出品                                                |
| 2010 | 抱抱俏佳人           | 楊千嬅、林峯                                                                 | 6,283,187         | 邵氏兄弟（香港）有限公司出品                                                |
| 2011 | 我愛HK開心萬歲       | 曾志偉、梁家輝、吳君如、袁詠儀、李治廷、陳法拉、馮淬帆                       | 26,688,278        | 2011年最賣座香港電影第二名 邵氏兄弟（香港）有限公司出品                     |
| 2011 | 勁抽福祿壽           | 曾志偉、阮兆祥、王祖藍、李思捷、薛凱琪                                       | -                 | 邵氏兄弟（香港）有限公司出品                                                |
| 2011 | Laughing Gor之潛罪犯 | 謝天華、吳鎮宇、杜汶澤、文詠珊、黃宗澤、徐子珊                               | -                 | 邵氏兄弟（香港）有限公司出品                                                |
| 2012 | 2012我愛HK喜上加囍   | 曾志偉、毛舜筠、黃宗澤、何韻詩、邵音音、馮淬帆                               | 19,127,350        | 2012年最賣座香港電影第七名 邵氏影城有限公司出品                             |
| 2013 | 2013我愛HK恭囍發財   | 譚詠麟、葉玉卿、陳百祥、曾志偉、黃宗澤、謝天華、徐子珊、鄭欣宜、馮淬帆       | 16,953,263        | 2013年最賣座香港電影第九名 邵氏影城有限公司出品                             |
| 2015 | 賭城風雲II           | 周潤發、張家輝、劉嘉玲、余文樂                                               | 28,407,293        | 2015年最賣座香港電影第三名 邵氏兄弟電影有限公司出品                         |
| 2015 | 衝上雲霄             | 古天樂、鄭秀文、吳鎮宇、張智霖、佘詩曼、郭采潔                               | 21,634,135        | 2015年最賣座香港電影第五名 邵氏兄弟電影有限公司 與 邵氏影城有限公司合作出品 |
| 2016 | 賭城風雲III          | 周潤發、劉德華、張學友、張家輝、劉嘉玲、李宇春                               | 25,049,210        | 2016年最賣座香港電影第三名 邵氏兄弟電影有限公司出品                         |
| 2016 | 刑警兄弟             | 黃宗澤、金剛、方皓玟、徐子珊                                                 | 816,892           | 邵氏兄弟電影有限公司 與 邵氏影城有限公司合作出品                            |
| 2016 | 寶貝當家             | 吳鎮宇、楊千嬅、王詩齡                                                       | 193,662           | 邵氏兄弟國際影業有限公司出品                                                |
| 2016 | 使徒行者             | 張家輝、古天樂、吳鎮宇、佘詩曼、許紹雄                                       | 10,982,286        | 2016年最賣座香港電影第五名 邵氏兄弟國際影業有限公司出品                     |
| 2018 | 脫皮爸爸             | 古天樂、吳鎮宇                                                               | -                 | 邵氏兄弟國際影業有限公司出品                                                |
| 2018 | 兄弟班               | 鄧加樂、陳家樂、湉、林耀聲、吳鶴謙、王梓軒、溫拿樂隊                         | 1,461,775         | 前名：非常兄弟班 邵氏兄弟國際影業有限公司出品                               |
| 2019 | 你咪理，我愛你！     | 王祖藍、曾志偉、毛舜筠、王菀之                                               | 8,908,907         | 邵氏兄弟國際影業有限公司出品                                                |
| 2019 | 使徒行者2：諜影行動  | 古天樂、張家輝、吳鎮宇、姜珮瑤、馬德鐘、袁偉豪、蔡潔、王君馨、江嘉敏、鄭啟泰 | 9,362,524         | 2019年最賣座香港電影第九名 邵氏兄弟國際影業有限公司出品                     |

### 2020年代
| 年份 | 中文片名       | 演員                                                                 | 香港票房 （港元） | 備註 |
| 2020 | 肥龍過江       | 甄子丹、周勵淇、王晶、毛舜筠、竹中直人                               | 5,644,592         | 2020年最賣座香港電影第七名 與星王朝合作                                                                            |
| 2021 | 總是有愛在隔離 | 許冠文、梁家輝、曾志偉、吳鎮宇、張智霖、林家棟及群星                 | 780,211           | 與天下一電影、英皇電影、寰亞電影、安樂電影、美亞電影、寰宇娛樂、中國星、東方影業、太陽娛樂文化及香港電影發展局合作 |
| 2023 | 無間一戰       | 謝天華、黃宗澤、陳山聰、陳煒、張國強、蔡思貝、郭柏妍、胡子彤、林子善 | 257,416           | 邵氏兄弟國際影業有限公司出品                                                                                       |

### 即將上映及拍攝中
| 中文片名 | 演員                           | 導演   | 備註                         |
| 風林火山 | 金城武、梁家輝、劉青雲、古天樂 | 麥浚龍 | 邵氏兄弟國際影業有限公司出品 |

### 未來電影計劃
| 中文片名             | 演員 | 導演   | 備註                                 |
| 古惑囝囝             | -    | 鄭丹瑞 | 香港國際影視展2015：八部重點電影之一 |
| 校花金草麻甩佬       | -    | 王祖藍 | 香港國際影視展2015：八部重點電影之一 |
| 心肝寶貝             | -    | 關錦鵬 | 香港國際影視展2015：八部重點電影之一 |
| 龍門客棧前傳         | -    | -      |                                      |
| 夢團圓               | -    | -      |                                      |
| 射雕英雄傳（動畫版） | -    | -      |                                      |
| 用我一生等你電話     | -    | -      | 與Super 8工作室合作                  |
| 一場婚禮三個喜宴     | -    | -      | 與Super 8工作室合作                  |
| 最後的防線           | -    | -      | 與演藝人娛樂製作有限公司合作         |
| 速命道               | -    | -      | 與演藝人娛樂製作有限公司合作         |
| 最佳拍檔2019         | -    | -      | 與演藝人娛樂製作有限公司合作         |

### 已取消 / 更改之電影計劃
| 原計劃片名 | 取消 / 更改原因 | 導演   | 備註 |
| 戀愛達人   | 原定演員之一的謝安琪，當時其所屬唱片公司與無綫電視發生版權風波，唱片公司旗下所有藝人均被禁止亮相於無綫電視，及參與跟無綫電視有關連之公司的一切計劃。而隨著導演與邵氏的合約完結，整個計劃最終被取消。 | 葉念琛 | 原定演員：林峯、謝安琪 黃柏高監製                                                                                     |
| 愛到天腳底 | 電影改由中國3D數碼娛樂有限公司出品，並易名為《小男人週記3之吾家有喜》 | 鄭丹瑞 | 原為香港國際影視展2015：八部重點電影之一 鄭丹瑞曾稱《愛》是《小男人周記》的延續，所以《愛》的電影計畫可以被視為更改了 |

## 劇集
| 首播日期       | 集數 | 劇名             | 領銜主演 | 編審          | 監製                                                              | 備註       |
| 2018年4月6日   | 30   | 飛虎之潛行極戰   | 苗僑偉、黃宗澤、吳卓羲、張兆輝、王敏德、吳岱融、龔慈恩、陳凱琳、黃智雯、王敏奕、高海寧                                                        | 馬 焱         | 樂易玲 李惠民                                                     | 優酷網首播 |
| 2018年12月6日  | 36   | 守護神之保險調查 | 苗僑偉、黃宗澤、劉心悠、徐子珊、許紹雄、姜皓文、吳岱融、邵美琪、歐陽靖、溫碧霞、徐冬冬、龔慈恩 特別主演／客串： 鮑起靜、湯鎮業                | 方世強        | 鍾澍佳                                                            | 愛奇藝首播 |
| 2019年9月6日   | 30   | 飛虎之雷霆極戰   | 苗僑偉、黃宗澤、馬國明、吳卓羲、吳啟華、陳山聰、蒙嘉慧、張曦雯、王敏德、梁競徽、余香凝、蔡 潔、苟芸慧、吳業坤 特別主演／客串： 李佩斯、汪明荃 | 廖智勇        | 樂易玲 查傳誼                                                     | 優酷網首播 |
| 2020年11月19日 | 6    | 非凡三俠         | 張智霖、黃宗澤、周秀娜、沈震軒、蔡潔、商天娥、吳業坤、馬貫東 特別演出： 陳 豪、王浩信、王敏德、鄭丹瑞、高海寧                                 | 陳十三        | 樂易玲                                                            | 優酷網首播 |
| 2021年12月16日 | 30   | 飛虎之壯志英雄   | 苗僑偉、黃宗澤、吳卓羲、張兆輝、馬德鐘、陳 豪、郭晉安、梁競徽、蕭正楠、王敏德、姚子羚、陳 瀅、蔡思貝、朱晨麗、蔡 潔、陳 煒、傅嘉莉、蔣 怡     | 伍立光        | 謝 穎（總監製） 樂易玲、查傳誼、李惠民、劉佳莉 彭立威（執行監製） | 優酷網首播 |
| 2022年12月10日 | 27   | 廉政狙擊         | 黃宗澤、吳卓羲、王浩信、胡定欣、蔡思貝、黃智雯、譚俊彥、林夏薇、黃智賢、郭政鴻、黃子恆、陳展鵬、方力申                                        | 關皓月        | 樂易玲 黃國強                                                     | 優酷網首播 |
| 2025年5月7日   | 25   | 執法者們         | 黃宗澤、馬國明、陳豪、宣萱、蔡潔、陳瀅、吳啟華、林嘉華、梁競徽、羅子溢、劉佩玥、丁子朗、陳敏之、劉穎鏇、洪永城                                | 譚廣源 呂冠南 | 樂易玲                                                            | 優酷網首播 |

## 外部連結
- （繁體中文）邵氏 Shaw Brothers（页面存档备份，存于）
- （繁體中文）邵氏兄弟的Facebook專頁
- （繁體中文）邵氏兄弟的新浪微博
- （繁體中文）YouTube上的
- 邵氏影城（页面存档备份，存于）
- 香港記憶 - 邵氏電影（页面存档备份，存于）